# Nowell Codex

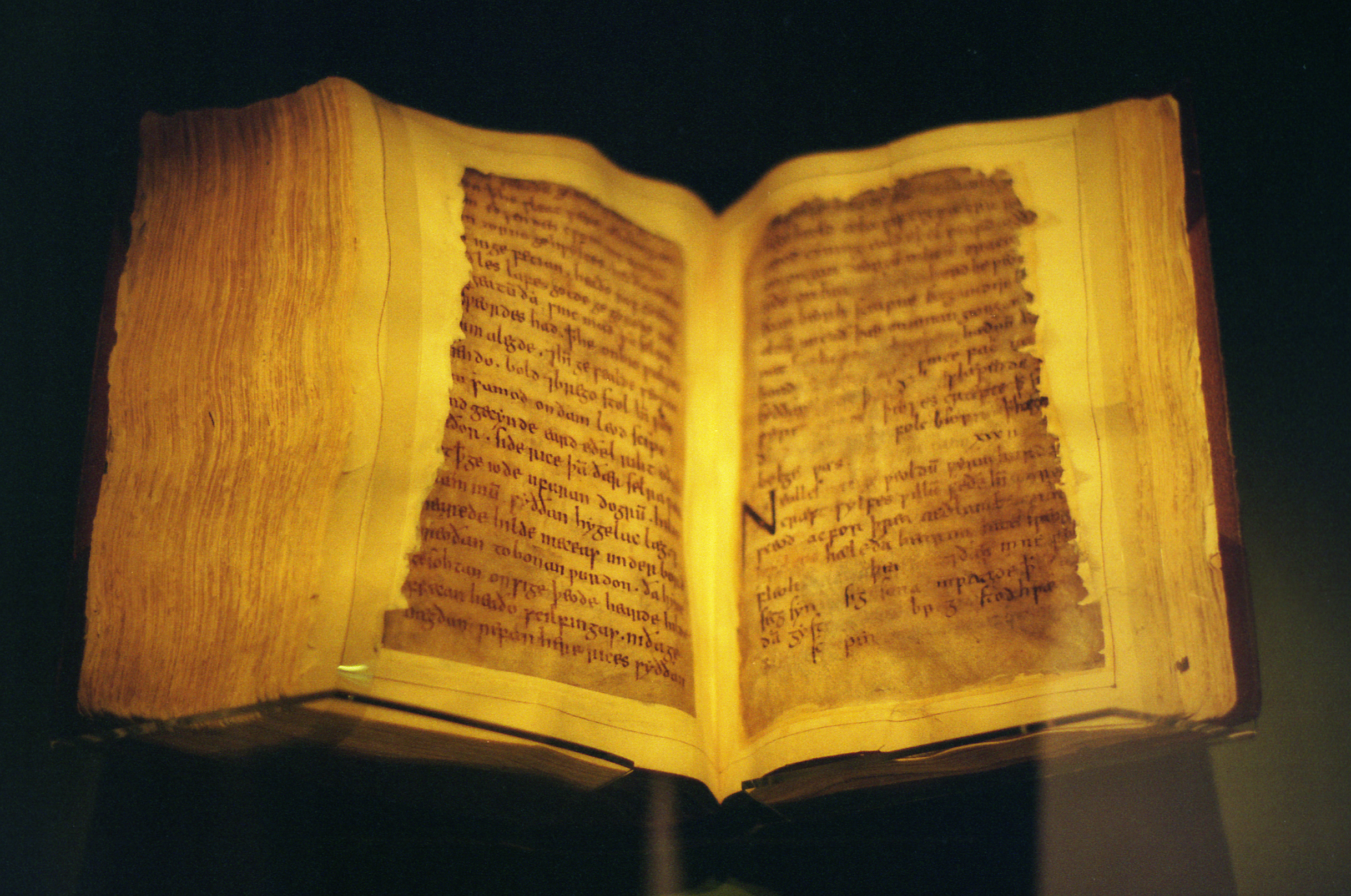
De Nowell Codex, geopend bij een pagina uit Beowulf

De Nowell Codex Cotton Vitellius A. xv Nowell Codex uit ca. 1000 is een van de vier grote codices van de Oudengelse literatuur.
De Nowell Codex bevat twee gedichten en drie prozateksten: de unieke kopie van het epische gedicht Beowulf, het gedicht Judith, een fragment van Het leven van Sint Christoffel, en de meer volledige teksten van Brieven van Alexander aan Aristoteles en Wonderen van het Oosten. Vanwege de bekendheid van Beowulf wordt het ook wel Beowulf-manuscript genoemd. De Nowell Codex ligt in de British Library met de rest van de Cotton-collectie en vele andere boeken.